# NGC 2564
NGC 2564 je galaksija u zviježđu Krmi.

## Vanjske poveznice
- SEDS: NGC 2564